# 星笠藤壶属
星笠藤壶属（学名：Astroclita）为笠藤壶科的一个属。

## 下级分类
本属包括以下物种：
- 长肋星笠藤壶 Astroclita longicostata Ren & Liu, 1979